# این زندگی ورزشی
«این زندگی ورزشی» (انگلیسی: This Sporting Life) فیلمی در ژانر درام و ورزشی به کارگردانی لیندسی اندرسن است که در سال ۱۹۶۳ منتشر شد.

## بازیگران
- ریچارد هریس
- ریچل رابرتس
- ویلیام هارتنل
- کالین بلکلی
- آرتور لووی
- لئونارد راسیتر
- ادوارد فاکس
- گلندا جکسون
- والاس ایتن
- جک واتسون